# نایجل راجرز
نایجل راجرز (به انگلیسی: Nigel Rodgers) (زاده ۱۹۵۲ در ناتینگهام، انگلستان) نویسنده، منتقد و محیط زیست گرای انگلیسی است. او در شهر ناتینگهام به دنیا آمد و در روستای کوچکی به نام کاستاک در حدود ۱۶ کیلومتری جنوب آن جا بزرگ شد. راجرز در رشته فلسفه در دانشگاه کمبریج درس خوانده و در سال‌های گذشته وقت خود را روی نوشتن کتاب‌هایی در مورد اخلاق، تاریخ هنر، و جامعه‌شناسی صرف کرده‌است. او که همزمان یک کوشنده سیاسی هم هست بخشی از وقت خود را روی فعالیت‌های زیست‌محیطی و حمایت از طبیعت بنیان نهاده‌است و بنیانگذار جنبش پایپ داون است که یک اقدام مدنی برای حمایت از موسیقی عامه پسند است. در ایران کتاب فیلسوفان بدکردار از او و مل تامپسون منتشر شده‌است. این کتاب از نظر رویکرد آن کتابی منحصر به فرد است.